# Svartgöl (Vissefjärda socken, Småland, 627868-148971)
Svartgöl är en sjö i Emmaboda kommun i Småland och ingår i Lyckebyåns huvudavrinningsområde.